# Västanfors IF
Västanfors IF, bildad 1916, är en idrottsförening från Fagersta i Sverige. Klubben bedriver bandy och fotboll, tidigare även innebandy. Klubbens herrlag i bandy har spelat 32 säsonger i Sveriges högsta division. och blev svenska mästare 1954.
Klubben bedrev under 1980-talet även innebandy. Innebandysektionens damer vann SM-guld 1983 och 1985 samt SM-silver 1984.
Klubben är sedan 2001 en alliansförening, uppdelad i tre olika delföreningar:
- Västanfors IF:s huvudförening
- bandy, Västanfors IF BK
- fotboll, Västanfors IF FK